# Рейський Владислав Степанович
Рейський Владислав Степанович (11 травня 1932 — 22 жовтня 2021, Київ) — український репортер, кіно-відеооператор.

## Життєпис
Закінчив Київський кінотехнікум (1956) та операторський факультет Київського державного інституту театрального мистецтва ім. І.Карпенка-Карого (1972). Працював асистентом оператора «Укркінохроніки». З 1960 р. — оператор студії «Укртелефільм».
Під час Німецько-радянської війни був зв'язковим Київського підпілля «Арсеналець».
Зняв стрічки: «Шляхами Югославії» (1966), «Зустріч з Седнівим» (1966), «Карпатські етюди», «Трипільська балада» (1967), «Червоні й сині галстуки» (1968), «Весна степового краю», «Хазяїн землі» (1969), «Щоденник з'їзду ЛКСМУ», «Палац науки» (1970), «Застава на Дунаї», «Батько і син» (1971), «Ключі від неба» (1972), «У мирному небі України», «Змагання — це творчість» (1973), «Подвиг на кордоні» (1974), «Тваринництву — ударний фронт» (1974. Диплом Держтелерадіо), «Званням солдата зобов'язаний» (1975), «Ми не з легенди», «Полісся — партизанський край» (1977), «Нафтовики Полісся» (1978), «Біля воріт країни» (1979), «Слід на землі», «Про що говорять деснянські хвилі» (1981), «Рядовий кордону», «Слово Гіталова» (1982) та ін.
Учасник ліквідації наслідків аварії на ЧАЕС. Інвалід першої групи.

## Громадська діяльність
Член Національних спілок журналістів і кінематографістів України.
Заступник голови об'єднання ветеранів Чернігівського земляцтва в Києві.

## Відзнаки
- Орден «За мужність» III степеня;
- Медаль «Захиснику Вітчизни»;

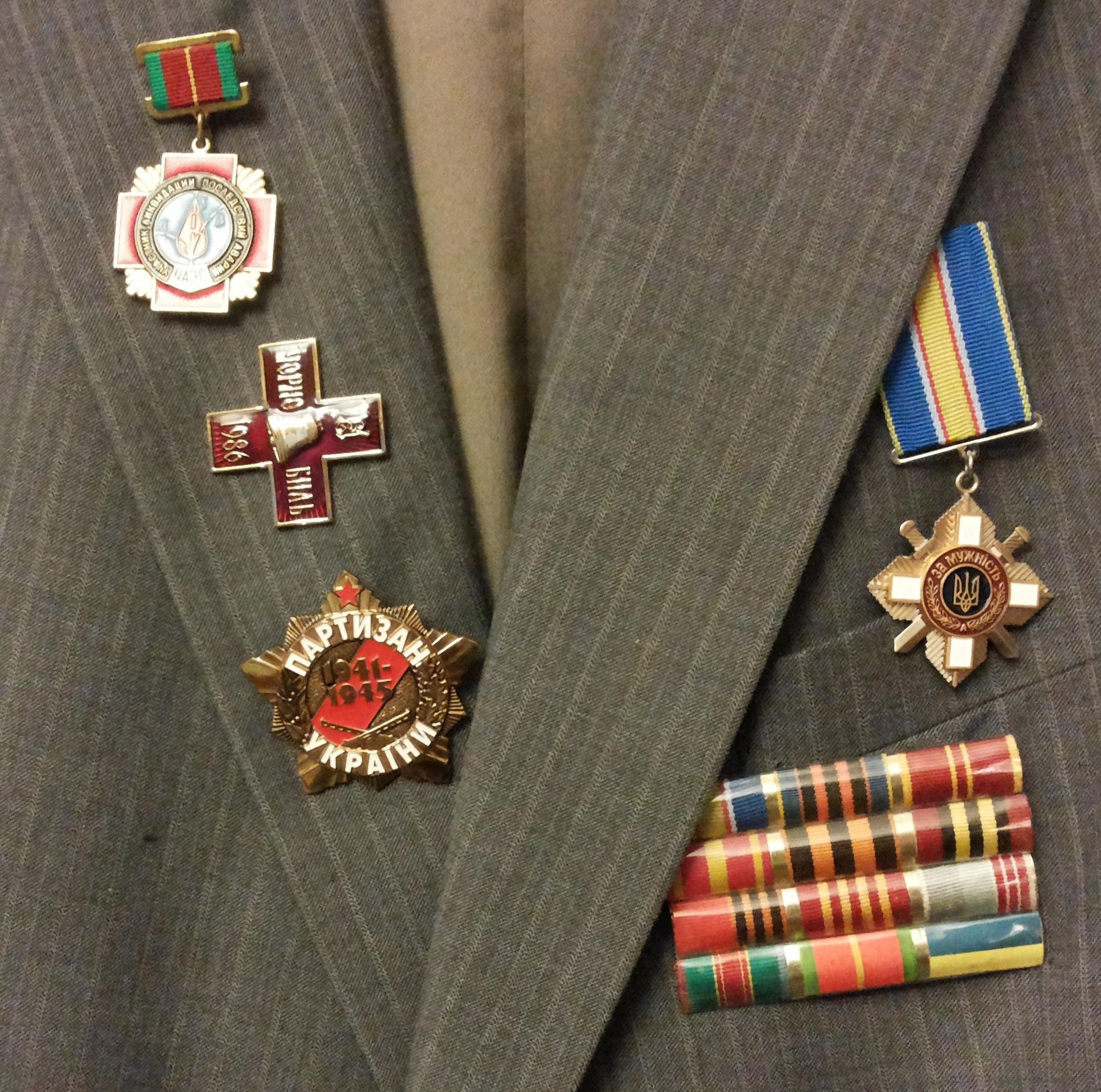
Нагороди Владислава Рейського

- Медаль «За бездоганну службу» І ступеня;
- Медаль «За перемогу над Німеччиною у Великій Вітчизняній війні 1941—1945 рр.»;
- Медаль Жукова;
- Медаль «Ветеран праці»;
- Медаль «В пам'ять 1500-річчя Києва»;
- Медаль «В ознаменування 100-річчя з дня народження Володимира Ілліча Леніна».